# جهان‌سوم‌گرایی

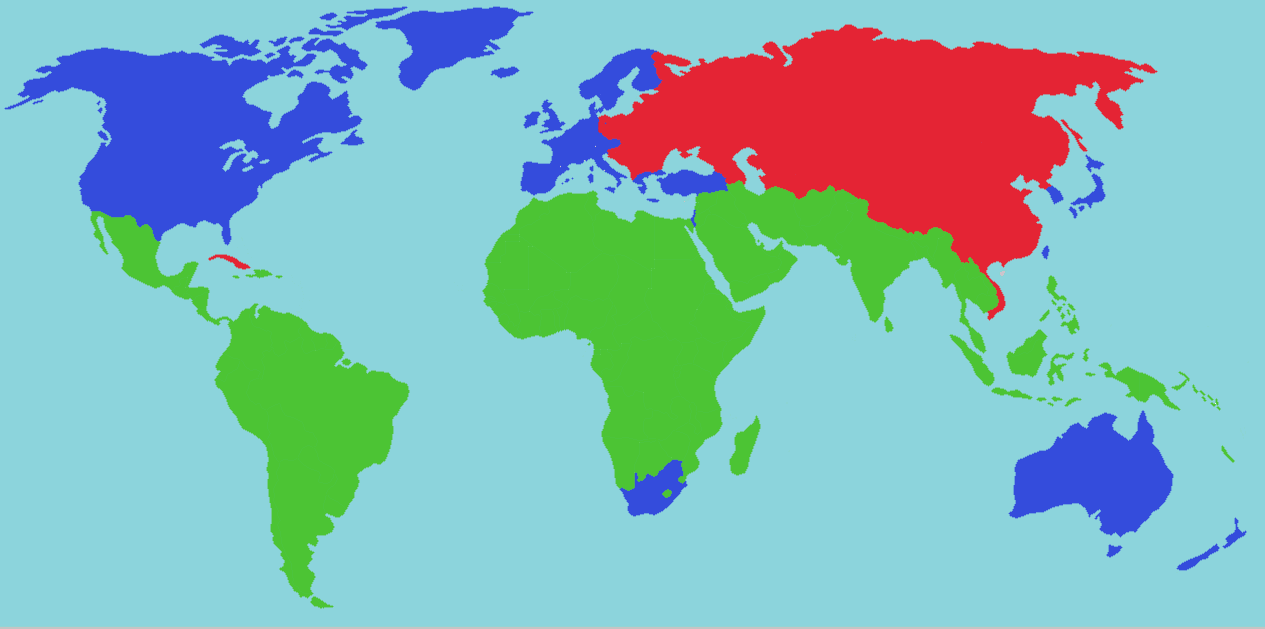
بلوک غرب با رنگ آبی، بلوک شرق با رنگ قرمز و جهان سوم با رنگ سبز نمایش داده شده است.

جهان‌سوم‌گرایی (به انگلیسی: Third-Worldism) ایدئولوژی و مفهومی سیاسی است که در خلال جنگ سرد، مشخصاً اواخر دههٔ ۱۹۴۰ و اوایل دههٔ ۱۹۵۰، شکل گرفت و کوشش داشت تا کشورهایی را که تمایل به پیوستن به هیچ یک از دو اردوی موجود به رهبری ایالات متحده آمریکا و اتحاد جماهیر شوروی سوسیالیستی نداشتند را با هم متحد سازد. این مفهوم نزدیکی غیرهویتی‌ای با مائوئیسم جهان‌سوم‌گرایانه داشت.
نخستین قدم‌ها برای چنین اتحادی طی کنفرانس باندونگ و با رهبری سران کشورهای مصر، اندونزی و هند، یعنی جمال عبدالناصر، احمد سوکارنو و جواهر لعل نهرو برداشته شد. با پایان جنگ سرد در دههٔ ۱۹۸۰، جهان‌سوم‌گرایی رو به افول نهاد.